# Lexias elna
Lexias elna is een vlinder uit de onderfamilie Limenitidinae van de familie Nymphalidae. De wetenschappelijke naam van de soort is, als Symphaedra elna, voor het eerst geldig gepubliceerd in 1895 door Van de Poll.